# Dhanaula
Dhanaula is een nagar panchayat (plaats) in het district Barnala van de Indiase staat Punjab. 

## Demografie
Volgens de Indiase volkstelling van 2001 wonen er 18.397 mensen in Dhanaula, waarvan 53% mannelijk en 47% vrouwelijk is. De plaats heeft een alfabetiseringsgraad van 56%. 

Entrance of Govt. Senior Secondary School (Boys) Dhanaula (Barnala)